# Alpha Dog – Tödliche Freundschaften
Alpha Dog – Tödliche Freundschaften (Originaltitel: Alpha Dog) ist ein US-amerikanisches Filmdrama von Nick Cassavetes aus dem Jahr 2006. Der Film beruht auf wahren Begebenheiten.

## Handlung
Truelove verbringt viel Zeit in San Gabriel Valley gemeinsam mit seinen Freunden Frankie Ballenbacher, Elvis Schmidt und Tiko Martinez. Seinen Lebenswandel finanziert er sich mit Drogengeschäften. Jake Mazursky, ein ehemaliges Mitglied der Clique um Truelove, hat bei ihm Schulden. Es kommt zu Streitereien, in dessen Verlauf Jake in der Wohnung von Truelove wütet. Durch einen Zufall trifft daraufhin Truelove auf den 15-jährigen Zack Mazursky, den Halbbruder von Jake, und entführt ihn. Zunächst scheint diese Entführung ein großer Spaß zu sein, denn das Entführungsopfer selbst fühlt sich immer wohler in der Gruppe um Truelove. Besonders zu Frankie baut Zack eine freundschaftliche Beziehung auf. Auch die Mädchen der Clique haben ein Interesse an Zack.
Für Truelove laufen aber die Ereignisse zusehends aus dem Ruder. Zum einen ist ihm der gewalttätige Jake auf den Fersen, und auch die Polizei ist auf der Suche nach Zack. So erwähnt er gegenüber Frankie eines Tages, dass man Zack töten müsse. Frankie hält dieses zunächst für einen Scherz, aber Truelove meint es ernst. In Elvis Schmidt findet er dann einen willigen Gehilfen. Zack soll von Frankie und Elvis zu seinen Eltern gefahren werden. Allerdings hat Elvis Schmidt einen ganz anderen Auftrag. In der Nacht fahren sie in ein Erholungsgebiet. Zack versteht die ganze Sache nicht und fragt Frankie, was dort geschehen soll. Frankie versichert ihm, dass alles in Ordnung gehe. Elvis Schmidt hatte schon Vorbereitungen getroffen und ein Grab ausgehoben. Dort angekommen, wird der von Frankie gefesselte Zack von Elvis mit einer Schaufel niedergeschlagen und erschossen.
Im Laufe der folgenden Tage werden die Mittäter nach und nach verhaftet. Die Verhaftung von Johnny Truelove sollte aber noch mehrere Jahre auf sich warten lassen, da er sich nach Paraguay abgesetzt hatte. Frankie Ballenbacher wird zu lebenslanger Freiheitsstrafe, Elvis Schmidt zum Tod verurteilt. Für Truelove soll die Todesstrafe beantragt werden.

## Kritiken
Justin Chang schrieb am 27. Januar 2006 in Variety, dass der Film „standardmäßig“ sei. Er lobte die Szene der Entführung und einige Szenen mit Sharon Stone, bezeichnete jedoch eine der Szenen mit Stone als „grotesk“. Bruce Willis wirke „gelangweilt“.
Die Filmbewertungsstelle Wiesbaden vergab das Prädikat „wertvoll“: „Authentisch und beklemmend inszeniert Schauspielerregisseur Nick Cassavetes […] Der überzeugend differenzierte Film zeigt ‚Star‘ Justin Timberlake als seriösen Schauspieler, der sich nahtlos in das Ensemble fügt. Ein ernsthafter Gegenwartsfilm […]“.
Das Lexikon des internationalen Films urteilt:

„Die filmische Rekonstruktion eines authentischen Falls will den Ursachen von Jugendgewalt in einer Mischung aus epischem Drama und Reality-TV auf den Grund […] gehen, weist aber allzu voreilig den Erwachsenen die Schuld zu.“

## Auszeichnungen
Ben Foster erhielt im Jahr 2006 den Young Hollywood Award. Justin Timberlake wurde 2007 für den Teen Choice Award und für den MTV Movie Award nominiert.

## Hintergrund
Der Film basiert locker auf tatsächlichen Ereignissen rund um Jesse James Hollywood im August 2000 in Los Angeles. Aufgrund einer Klage musste Regisseur und Drehbuchautor Cassavetes Namen und Orte verändern. So wurde beispielsweise aus Jesse James Hollywood im Film Johnny Truelove und aus der Familie Markowitz wurde Mazursky. Auch der geplante Kinostart war lange Zeit fraglich, denn der Film basiert auf Tatsachen und das Verfahren gegen Jesse James Hollywood war noch nicht abgeschlossen. Unter anderem wurde von den Anwälten des Angeklagten angeführt, dass die Jury durch den Film beeinflusst werden könnte. Im Dezember 2006 entschied ein US-Bundesgericht, der Film dürfe veröffentlicht werden, allerdings mit einer Reihe von Auflagen, wie eben der Veränderung von Namen und Orten.
Der Film wurde in Kalifornien und in Nevada gedreht. Die Weltpremiere fand am 27. Januar 2006 auf dem Sundance Film Festival statt.